# Kanton Nice-2
Nice-2 is een kanton van het Franse departement Alpes-Maritimes. Het kanton maakt deel uit van het arrondissement Nice.
Het kanton omvatte tot 2014 de volgende delen van de stad Nice:
- Médecin
- Dubouchage
- Carabacel

Na de herindeling van de kantons bij decreet van 24 februari 2014, met uitwerking op 22 maart 2015 omvat het kanton een groter deel van de gemeente, westelijk gelegen.